# Церква Вознесіння Господнього (Вишнівець)
Церква Вознесіння Господнього, або замкова церква — діюча мурована церква в смт Вишнівець (Збаразький район, Тернопільська область, Україна). Нині — парафіяльний храм, що входить до складу Вишнівецького благочиння ПЦУ Тернопільської єпархії ПЦУ.
Оголошена пам'яткою архітектури місцевого значення (охоронний номер 1907).

## Історія

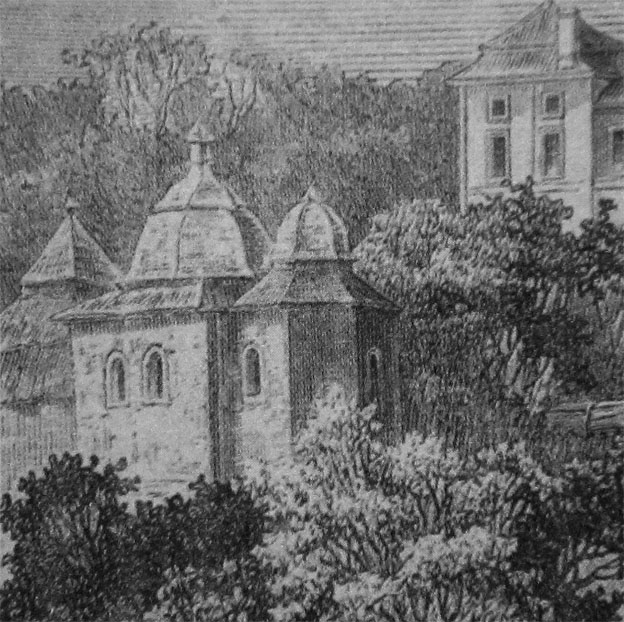
Церква на давньому малюнку

Дарчі (фундуші) для церкви князі Вишневецькі написали в 1530-х роках.
Розташована на терасі в долині річки Горинь нижче замково-палацового комплексу. Церква збудована в 1530 р. Реставровувалась 1872 року.
У 1961—1980 роках, за совітів, частину церкви використовували як склад, частиною як тир. Церкву відбудовували в 1992 році силами місцевої громади.

## Усипальниця
У церкві були поховані батьки князя Єремії Вишневецького — Михайло Вишневецький та його дружина Раїна, донька господаря Молдавії Єремії Могили. Перед своєю смертю князь Єремія наказував у заповіті вписати пункт, яким заборонялось руйнувати церкву.

## Архітектура
Церква збудована у вигляді подовженого силуету з рваного вапняку. Однокупольна тридільна у плані, де послідовно з'єднані нартекс, подовжена нава з об'ємним средохрестям та з ґранованю апсидою утворюють гармонійний малюнок при яскраво вираженому оборонному характері побудови (масивні стіни, високо підняті над землею вузькі вікна-бійниці).
Пізнішою прибудовою є високий двох'ярусний обсяг дзвіниці під шатровим дахом, який завдяки невеликому ліхтарю над пресвітерів і центральному об'ємному куполу на світловому барабані зі здвоєними вікнами врівноважили разнооб'емную конструкцію в антуражі стародавніх хрестів цвинтаря.